# Aspirant Policji
Aspirant Policji (asp.) – stopień aspirancki w Policji. Niższym stopniem jest młodszy aspirant, a wyższym starszy aspirant. Na stopień ten mianuje komendant wojewódzki Policji. Aspirantem może zostać policjant, który posiada odpowiednią grupę zaszeregowania (np. dowódca drużyny w oddziale prewencji, dzielnicowy, asystent, detektyw). Nadanie wyższego stopnia nie może nastąpić wcześniej niż po przesłużeniu w stopniu aspiranta 3 lat. Odpowiednik wojskowego stopnia chorążego i aspiranta w Państwowej Straży Pożarnej.
W 1936 komendant główny Policji Państwowej gen. bryg. Kordian Zamorski zamierzał zastąpić tytuł aspiranta nowym tytułem służbowym i w tym celu ogłoszono konkurs na łamach „Przeglądu Policyjnego” na nową nazwę.